# Trichorrhages
Trichorrhages is een geslacht van vlinders van de familie spanners (Geometridae), uit de onderfamilie Larentiinae.

## Soorten
- T. pizarrena Dognin, 1893
- T. umbrosa Warren, 1900